# Estación de esquí de La Pinilla
La estación de esquí de La Pinilla está situada en la sierra de Ayllón del sistema Central. Pertenece al término municipal de Cerezo de Arriba, en la provincia de Segovia, comunidad autónoma de Castilla y León, España.

## Descripción

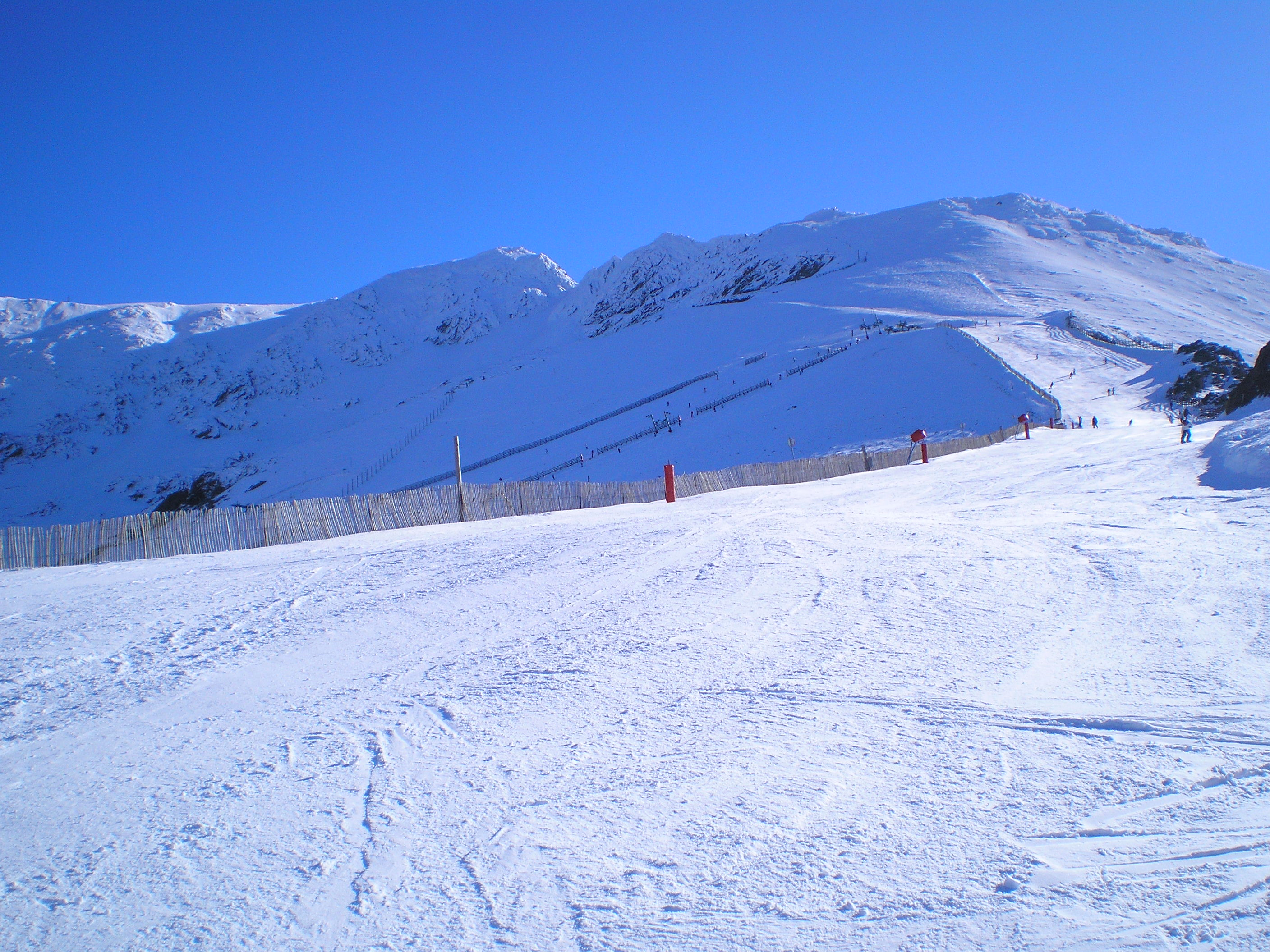
Pista Periférico.

Enclavada en la provincia de Segovia a poco más de una hora de Madrid capital cuenta con buenas comunicaciones tanto con el centro como el nordeste de la Península al estar muy cerca de la N I.
Fue inaugurada en 1968. En 1975 fue sede de una prueba de la Copa de Europa de esquí.
La estación se divide en varias zonas:
- Zona 1500- La Cabaña (1500 m-1600 m): En este lugar se encuentra el núcleo urbano de la estación. Podemos encontrar todo tipo de servicios: hotel, albergue, restaurantes, bares, taquillas, tiendas, alquileres, escuelas de esquí. En esta zona está situada el remonte y pista La cabaña, una pista verde equipada con innivación artificial
- Zona Gran Plato (1500 m-1800 m): En la cota 1800 está situada la base intermedia de la estación, donde hay una cafetería y diferentes escuelas de esquí. Aquí se ubica la zona de debutantes de la estación con 2 cintas transportadoras y 1 telesquí dando acceso a 3 pistas verdes.
- Zona Testero (1700 m-1920 m): Es una zona familiar con pistas fáciles y sencillas, también se sitúa el snow-park en esta zona, que es uno de los tres existentes en el centro de la península.
- Zona Pinillas (1800 m-2150 m): Es "el muro" de la estación donde se sitúan la pistas con mayor dificultad de la estación, pistas de gran amplitud y longitud.
- Zona  Mirador (1800 m-2050 m): Cuenta con pistas de considerable dificultad en las faldas del pico del Lobo, siendo la zona que más nieve suele conservar.

## Remontes
La estación de La Pinilla cuenta con un total de 12 remontes en servicio (aunque algunos de ellos no funcionan normalmente), y otros dos fuera de servicio o desmantelados.
| Remonte                           | Tipo                 |
| --------------------------------- | -------------------- |
| T.C. Gran Plató                   | Telecabina           |
| T.S. Super Express                | Telesilla 4 personas |
| T.S. El Mirador                   | Telesilla 2 personas |
| T.Q. Gran Plató                   | Telesquí             |
| T.Q. Pinilla I                    | Telesquí             |
| T.Q. Pinilla II                   | Telesquí             |
| T.Q. Las Focas                    | Telesquí             |
| T.S. Testero                      | Telesilla 4 personas |
| Cinta Telebaby                    | Cinta transportadora |
| T.Q. Laguna                       | Telesquí             |
| Cinta Cerezuelo                   | Cinta transportadora |
| T.Q. La Cabaña                    | Telesquí             |
| T.Q. Testero (Fuera de servicio)  | Telesquí             |
| T.C. Pico del Lobo (Desmantelado) | Telecabina           |

## Pistas
La estación cuenta con un total de 23 pistas, de las cuales 13 son rojas, 6 son azules, y 4 son verdes. Antiguamente tuvo una pista negra que descendía desde el pico del Lobo, pero fue cerrada.
| ID | Pista         | Remonte de acceso                    | Innivada |
| -- | ------------- | ------------------------------------ | -------- |
| B  | Bosque        | T.C. Gran Plató / T.S. Super Express | No       |
| A  | Ardillas      | T.C. Gran Plató / T.S. Super Express | No       |
| M  | Mirador       | T.S. El Mirador                      | Sí       |
| MV | Miravalles    | T.S. El Mirador                      | No       |
| DH | Diagonal Hoya | T.S. El Mirador                      | No       |
| H  | Hoya          | T.Q. Gran Plató                      | Sí       |
| S  | Stadium       | T.Q. Gran Plató                      | Sí       |
| CE | Cervunal      | T.Q. Pinilla I                       | No       |
| PE | Periférico    | T.Q. Pinilla I / T.Q. Pinilla II     | Sí       |
| P1 | Pinilla I     | T.Q. Pinilla I                       | Sí       |
| P2 | Pinilla II    | T.Q. Pinilla II                      | Sí       |
| F  | Las Focas     | T.Q. Las Focas / T.Q. Pinilla II     | Sí       |
| LF | La Fábrica    | Cinta Cerezuelo                      | No       |
| R  | Retorno       | T.C. Gran Plató / T.S. Super Express | Sí       |
| D  | Diagonal      | T.Q. Las Focas / T.S. Testero        | No       |
| CH | Chozo         | T.S. Testero                         | Sí       |
| CO | Corzo         | T.S. Testero                         | No       |
| T  | Testero       | T.S. Testero                         | Sí       |
| PJ | Pajaritos     | T.S. Testero                         | No       |
| TB | Telebaby      | Cinta Telebaby                       | Sí       |
| L  | La Laguna     | T.Q. Laguna                          | Sí       |
| C  | Cerezuelo     | Cinta Cerezuelo                      | Sí       |
| CA | La Cabaña     | T.Q. La Cabaña                       | Sí       |

## Servicios
Dispone de los servicios habituales para este tipo de centros, servicios públicos, dos bares, una cafetería, un restaurante, oficina de información, taquillas, alquileres, un hotel, un albergue, tres escuelas de esquí y snow-board... pero además se pueden realizar excursiones a zonas de interés, como el bosque de hayas más meridional de Europa, o el Palacio de Contreras, del siglo XV, situado en Ayllón.
Además, debido al parón estival provocado por la subida de las temperaturas en primavera y verano, La Pinilla adapta parte de sus pistas, para disciplinas de ciclismo, como el descenso o el enduro, convirtiéndose durante esos meses de calor en un Bikepark, con pistas para todos los niveles.

## Acceso

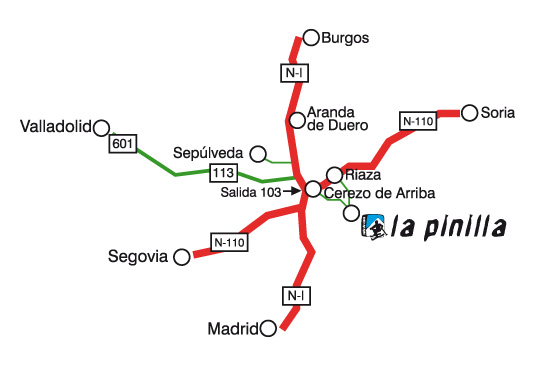
Localización.

La estación de La Pinilla está situada a 8 km de la localidad de Riaza.
Los accesos a la estación son los siguientes:
- Desde Madrid y Segovia: Salida 103 de la  A-1 ,  N-110  dirección Riaza-Soria, y luego la carretera  SG-115 .
- Desde Burgos: Salida 104 de la  A-1 ,  N-110  dirección Riaza-Soria, y luego la carretera  SG-115 .
- Desde Riaza: Se toma la carretera  SG-112  con dirección Riofrío de Riaza-La Pinilla, y luego la  SG-114

Equidistante entre La Pinilla y la localidad de Cerezo de Arriba existe también la Estación de El Cerezo, construida entre 1978 y 1979 para dar servicio a ambas entidades y perteneciente a la Ferrocarril directo Madrid-Burgos, que se encuentra inoperativa desde 2011 al igual que el resto de la línea.